# Esjon-Geber
Esjon-Geber var en plats vid Aqabavikens norra strand där israeliterna enligt Bibeln slog läger under vandringen genom öknen efter folkets uttåg ur Egypten. En hamn byggdes i Esjon-Geber av kung Salomo.